# Вяземское княжество
Вя́земское кня́жество (1239 — 1403) — древнерусское княжество, выделившееся из состава Смоленского княжества в 1239 году, в период феодальной раздробленности на Руси.
Его столицей был город Вязьма.

## История
Вяземское княжество возникло в 1239 году и досталось Андрею Владимировичу Долгой Руке, сыну Великого князя киевского Владимира Рюриковича. В 1300 году Роман Глебович вместе со старшим братом Александром Смоленским участвовал в военном походе и осаде Дорогобужа. На помощь городу подошли войска их двоюродного брата Андрея Михайловича Вяземского и разбили Глебовичей. Потомки Андрея Владимировича правили Вязьмой вплоть до 1403 года, когда город был присоединён к Великому княжеству Литовскому. Однако, известно, что князья вяземские сохранили права на удел в неприкосновенности и под литовским владычеством.
В 1493 году Вязьма была присоединена к Великому княжеству Московскому, а её правители лишились прав на княжение и стали служилыми князьями при московском дворе.

## Князья
| Имя                             | Время правления |
| ------------------------------- | --------------- |
| Андрей Владимирович Долгая Рука | 1239 — ?        |
| Василий Андреевич               | ? — ?           |
| Афанасий Васильевич             | ? — ?           |
| Андрей Михайлович               | ок. 1300        |
| Фёдор Святославич               | 1330-е — 1345   |
| Иван Васильевич                 | 1360-е — 1386   |
| Александр Михайлович            | ? — 1403        |